# Assassinatos em massa anticomunistas
Matanças em massa anticomunistas são as matanças em massa motivadas politicamente de Comunistas, comunistas supostos ou de seus supostos apoiadores, cometidas por Anticomunistas e por organizações políticas ou governos que se opuseram ao comunismo. O Movimento comunista enfrentou oposição desde sua fundação e essa oposição, frequentemente, foi organizada e violenta. Muitas campanhas de matanças em massa anticomunistas travadas durante a Guerra Fria foram apoiadas e respaldadas pelos Estados Unidos e seus aliados do Bloco Ocidental. Algumas das matanças em massa apoiadas pelos EUA, incluindo as Matanças em massa na Indonésia de 1965–66 e os assassinatos cometidos pelo exército guatemalteco durante a Guerra Civil da Guatemala, são consideradas atos de Genocídio.

## Contexto

### Terror Branco
Terror Branco é um termo cunhado durante a Revolução Francesa em 1795 para designar todas as formas de violência contrarrevolucionária, referindo-se à bandeira branca dos lealistas ao trono francês. Desde então, historiadores e grupos têm utilizado o termo Terror Branco para se referir à violência contrarrevolucionária coordenada em sentido amplo. Ao longo da história, muitos grupos do Terror Branco perseguiram, atacaram e mataram comunistas, supostos comunistas e simpatizantes do comunismo como parte de suas agendas contrarrevolucionárias e anticomunistas. O historiador Christian Gerlach escreveu que "when both sides engaged in terror, the 'red' terror usually paled in comparison with the 'white'" e citou a repressão da Comuna de Paris, os terrores da Guerra Civil Espanhola e as Matanças em massa na Indonésia de 1965–66 como exemplos.

## Américas
América Latina foi devastada por inúmeras guerras civis sangrentas e matanças em massa durante o século XX. A maioria desses conflitos teve motivação política ou girou em torno de questões políticas, e durante vários deles ocorreram matanças em massa anticomunistas.

### Argentina
De 1976 a 1983, a ditadura militar na Argentina, o Processo de Reorganização Nacional sob Jorge Rafael Videla, organizou a prisão e execução de entre 9.000 e 30.000 civis suspeitos de comunismo ou de outras simpatias esquerdistas, durante um período de terror de Estado. Filhos das vítimas, por vezes, recebiam nova identidade e eram adotados à força por famílias militares sem filhos. Responsabilizados na década de 2000, os perpetradores argumentaram que suas ações eram parte necessária de uma "guerra" contra o Comunismo. Essa campanha fazia parte de uma operação anticomunista mais ampla chamada Operação Condor, que envolveu a repressão e o assassinato de milhares de dissidentes de esquerda e supostos comunistas por meio dos serviços de inteligência coordenados dos países do Cone Sul, liderados pelo Chile de Pinochet e apoiados pelos Estados Unidos.:87

### El Salvador

#### La Matanza
Em 1932, uma insurreição liderada pelo Partido Comunista de El Salvador contra a Ditadura militar em El Salvador de Maximiliano Hernández Martínez foi brutalmente reprimida pelas Forças Armadas de El Salvador, resultando na morte de 30.000 camponeses.

#### Guerra Civil de El Salvador
Ver também
A Guerra Civil de El Salvador (1979–1992) foi um conflito entre o governo militar de El Salvador e uma coalizão de cinco organizações guerrilheiras de esquerda, conhecidas coletivamente como o Frente Farabundo Martí para a Libertação Nacional (FMLN). Um golpe de 15 de outubro de 1979 levou à morte de manifestantes anti-golpe pelo governo e de manifestantes contra a desordem pelos guerrilheiros, sendo amplamente considerado o ponto de inflexão para a guerra civil.
Em janeiro de 1980, organizações políticas de esquerda uniram-se para formar os Coordinated Revolutionaries of the Masses (CRM). Alguns meses depois, os grupos armados de esquerda uniram-se para formar a Unified Revolutionary Directorate (DRU), que foi renomeada para FMLN após sua fusão com o Partido Comunista de El Salvador em outubro de 1980.
A guerra civil propriamente dita durou mais de 12 anos e testemunhou extrema violência de ambos os lados. Também incluiu o uso deliberado do terror e a mira em civis por parte dos Esquadrões da Morte em El Salvador, o recrutamento de soldados mirins e outras violações dos Direitos humanos em El Salvador, principalmente pelo exército. Um número desconhecido de pessoas "desapareceu" durante o conflito e as Nações Unidas relatam que mais de 75.000 foram mortos. Os Estados Unidos contribuíram para o conflito fornecendo grandes quantidades de ajuda militar ao governo de El Salvador durante as administrações de Carter e durante as administrações de Reagan.

### Guatemala
Massacres, desaparecimentos forçados, tortura e execuções sumárias de guerrilheiros e, especialmente, de colaboradores civis do Exército Guerrilheiro dos Pobres comunista pelas mãos das Forças Armadas da Guatemala apoiadas pelos Estados Unidos têm ocorrido de forma generalizada desde 1965. Foi uma política de longa data do regime militar, do conhecimento dos oficiais norte-americanos. Um relatório de 1984 discutiu "the murder of thousands by a military government that maintains its authority by terror". A Human Rights Watch descreveu ações extraordinariamente cruéis por parte das forças armadas, principalmente contra civis desarmados.
A repressão atingiu níveis genocidas nas províncias do norte, predominantemente indígenas, onde operavam guerrilheiros do Exército Guerrilheiro dos Pobres. Lá, o exército guatemalteco via os Povos maia – tradicionalmente vistos como sub-humanos – como apoiadores dos guerrilheiros e iniciou uma campanha de execuções em massa e desaparecimentos de camponeses maias. Embora massacres de camponeses indígenas já tivessem ocorrido anteriormente na guerra, o uso sistemático do terror contra a população indígena começou por volta de 1975 e atingiu seu pico na primeira metade dos anos 1980. Estima-se que 200.000 guatemaltecos foram mortos durante a Guerra Civil da Guatemala, incluindo pelo menos 40.000 pessoas que "desapareceram". Dos 42.275 casos individuais de assassinato e "desaparecimentos" documentados pelo CEH, 93% foram cometidos por forças governamentais; 83% das vítimas eram maia e 17% Ladinos.

## Ásia
As lutas políticas e ideológicas na Ásia durante o século XX frequentemente envolveram movimentos comunistas. Matanças em massa anticomunistas foram cometidas em larga escala na Ásia.

### China Continental

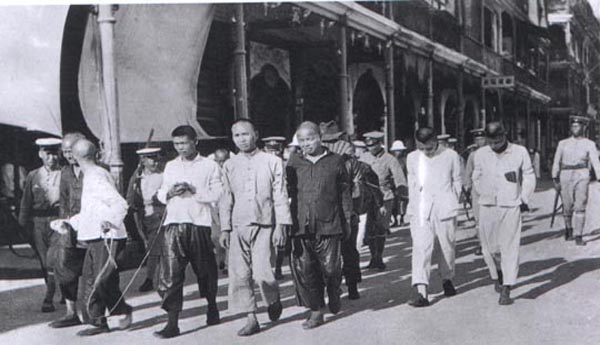
Tropas do Kuomintang reunindo prisioneiros de guerra comunistas

O Massacre de Xangai de 12 de abril de 1927 foi uma repressão violenta das organizações do Partido Comunista Chinês (PCC) em Xangai pelas forças militares da facção conservadora de Chiang Kai-shek no Kuomintang (KMT). Após o incidente, o KMT promoveu uma purga em larga escala dos comunistas em todas as áreas sob seu controle e repressões ainda mais violentas ocorreram em cidades como Cantão e Changsha. A purga levou a uma divisão aberta entre as alas esquerda e direita do KMT, com Chiang Kai-shek estabelecendo-se como líder da ala direita em Nanjing, em oposição ao Governo da República da China em Wuhan liderado por Wang Jingwei em Wuhan.
Antes do amanhecer de 12 de abril, membros de gangues começaram a atacar os escritórios distritais controlados pelos sindicatos, incluindo Zhabei, Nanshi e Pudong. Sob um decreto de emergência, Chiang ordenou ao 26º Exército desarmar as milícias dos trabalhadores, o que resultou na morte e ferimentos de mais de 300 pessoas. Os trabalhadores organizaram uma reunião de massa para denunciar Chiang em 13 de abril e milhares de trabalhadores e estudantes dirigiram-se à sede da 2ª Divisão do 26º Exército para protestar. Soldados abriram fogo, matando 100 e ferindo muitos outros. Chiang dissolveu o governo provisório de Xangai, os sindicatos e todas as demais organizações sob controle comunista, e reorganizou uma rede de sindicatos leais ao Kuomintang sob o comando de Du Yuesheng. Mais de 1.000 comunistas foram presos, cerca de 300 foram executados e mais de 5.000 desapareceram. Relatos da imprensa ocidental apelidaram posteriormente o General Bai de "The Hewer of Communist Heads".
Alguns comandantes do Exército Revolucionário Nacional com antecedentes comunistas, formados na Academia Militar de Whampoa, mantiveram suas simpatias ocultas, não foram presos e muitos deles trocaram sua lealdade para os comunistas após o início da Guerra Civil Chinesa.
Os dois governos rivais do Kuomintang, conhecidos como a Nanjing–Wuhan split (chinês: 宁汉分裂), não duraram muito, pois o governo de Wuhan também iniciou uma purga violenta dos comunistas assim que seu líder Wang Jingwei tomou conhecimento da ordem secreta de Joseph Stalin para Mikhail Borodin de que os esforços do PCC deveriam ser organizados para derrubar o KMT de esquerda e assumir o governo de Wuhan. Mais de 10.000 comunistas em Cantão, Xiamen, Fuzhou, Ningbo, Nanjing, Hangzhou e Changsha foram presos e executados em 20 dias. A União Soviética encerrou oficialmente sua cooperação com o KMT. Temendo represálias como simpatizante comunista, Wang fugiu para a Europa. O governo nacionalista de Wuhan logo se desintegrou, deixando Chiang como o único líder legítimo do Kuomintang. Em um ano, mais de 300.000 pessoas foram mortas em toda a China continental nas campanhas repressivas conduzidas pelo KMT.
Durante o Massacre de Xangai, o Kuomintang também direcionou sua ação a mulheres de cabelo curto que não haviam sofrido a Atadura dos pés, presumindo que essas mulheres "não tradicionais" fossem radicais. As forças do Kuomintang cortaram os seios delas, rasparam suas cabeças e exibiram seus corpos mutilados para intimidar a população local.

#### Guerra Civil Chinesa
Durante a guerra civil entre o Kuomintang e os comunistas, ambas as facções cometeram violência em massa contra populações civis e até mesmo contra seus próprios exércitos, com o objetivo de obter a hegemonia sobre a China Continental. Durante o conflito, a facção anticomunista do Kuomintang matou 1.131.000 soldados antes de entrar em combate durante suas campanhas de recrutamento. Além disso, o Kuomintang massacrou 1 milhão de civis durante a guerra civil. A maioria das vítimas civis era composta por camponeses.

### Timor‑Leste
Ao divulgar acusações falsas de comunismo contra os líderes da Fretilin e semeando discórdia na coalizão da União Democrática Timorense, o governo indonésio fomentou instabilidade em Timor‑Leste e, segundo observadores, criou um pretexto para invadi-lo. Durante a Invasão indonésia de Timor‑Leste e a subsequente Ocupação indonésia de Timor‑Leste, as Forças Armadas Nacionais da Indonésia mataram e provocaram fome a cerca de 150.000 cidadãos de Timor‑Leste (1975–1999), representando cerca de um quinto de sua população. A Universidade de Oxford encontrou consenso acadêmico que classificou a ocupação como Genocídio em Timor‑Leste e a Universidade de Yale a ensina como parte de seu programa de genocide studies.

### Indonésia

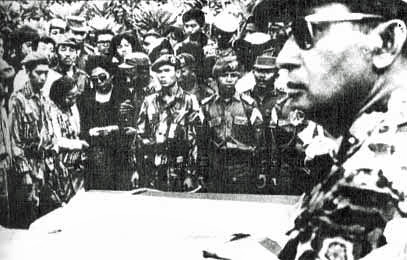
Como Major General, Suharto (at right, foreground) participa do funeral dos generais assassinados no Movimento dos 30 de Setembro que levou à Matanças em massa na Indonésia de 1965–66 (purga em massa), em 5 October 1965

Uma purga e massacre anticomunista violento ocorreu logo após o Movimento dos 30 de Setembro, na capital da Indonésia, Jacarta, atribuído ao Partido Comunista da Indonésia (PKI). A maioria das estimativas do número de pessoas mortas pelas forças de segurança indonésias varia de 500.000 a 1.000.000.:3 Essa sangrenta purga constitui um dos piores, porém menos conhecidos, assassinatos em massa desde a Segunda Guerra Mundial. Os assassinatos começaram em outubro de 1965 em Jacarta, espalharam-se pelo Java Central e Java Oriental e, posteriormente, por Bali, com surtos menores ocorrendo em partes de outras ilhas, notadamente em Sumatra. À medida que a Democracia Guiada na Indonésia (presidência de Sukarno) começava a desmoronar e Suharto iniciava a afirmar o controle após a tentativa de golpe do Movimento dos 30 de Setembro, os líderes nacionais superiores do PKI foram caçados e presos, alguns foram sumariamente executados e a Força Aérea da Indonésia foi especialmente alvo da purga. O presidente do partido, Dipa Nusantara Aidit, havia voado para o Java Central no início de outubro, onde a tentativa de golpe foi apoiada por oficiais de esquerda em Yogyakarta, Salatiga e Semarang. Outro líder sênior do partido, Njoto, foi baleado por volta de 6 November, Aidit em 22 November e o Primeiro Vice-Presidente do PKI, M. H. Lukman, foi morto logo em seguida.
Como parte das amplas matanças anticomunistas, o regime de Suharto massacrou chineses-indonésios sob a presunção de que eles formavam uma "quinta coluna" comunista desleal.
Em 2016, um tribunal internacional em Haia decidiu que os assassinatos constituem Crimes contra a humanidade e que os Estados Unidos e outros governos ocidentais foram coniventes com tais crimes. Documentos desclassificados publicados em 2017 confirmam que não apenas o governo dos EUA tinha conhecimento detalhado dos massacres à medida que ocorriam, mas também esteve profundamente envolvido na campanha de matanças em massa. O historiador John Roosa sustenta que os documentos demonstram que "the U.S. was part and parcel of the operation, strategizing with the Indonesian army and encouraging them to go after the PKI." De acordo com o historiador Bradley R. Simpson da Universidade de Connecticut, os documentos "contain damning details that the US was willfully and gleefully pushing for the mass murder of innocent people". O historiador da UCLA, Geoffrey B. Robinson, argumenta que sem o apoio dos EUA e de outros estados ocidentais poderosos, o programa de matanças em massa do exército indonésio não teria ocorrido.:22, 177 Vincent Bevins escreve que outros regimes militares de direita, ao redor do mundo, engajados em suas próprias campanhas de extermínio anticomunista, buscaram imitar o programa de assassinatos em massa realizado pelo exército indonésio, dado o sucesso e prestígio que ele gozava entre as potências ocidentais, e encontrou evidências que indiretamente ligavam a metáfora "Jacarta" a once países.

### Coreia

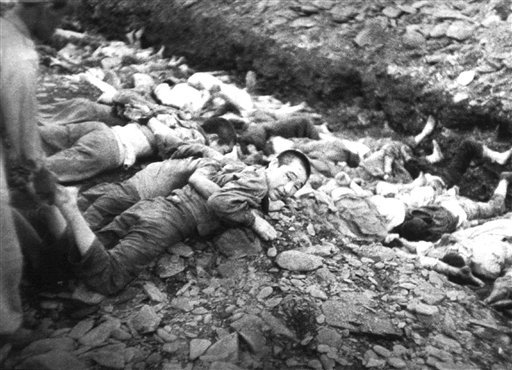
Prisioneiros antes de serem executados pelo exército e enterrados em uma vala comum na Coreia do Sul, July 1950

Durante a Guerra da Coreia, dezenas de milhares de suspeitos de comunismo e simpatizantes foram mortos no que ficou conhecido como o Massacre da Liga Bodo (1950). As estimativas variam; segundo o professor Kim Dong-Choon, comissário da Comissão da Verdade e Reconciliação (Coreia do Sul), pelo menos 100.000 pessoas foram executadas sob suspeita de apoiarem o comunismo – uma cifra que ele qualificou de "very conservative". A esmagadora maioria – 82% – dos massacres da época da Guerra da Coreia investigados pela Comissão da Verdade e Reconciliação (Coreia do Sul) foram perpetrados pelas Forças Armadas da República da Coreia, enquanto apenas 18% foram cometidos pelo Exército Popular Coreano.

### Taiwan
Milhares de pessoas, rotuladas como simpatizantes comunistas e espiãs, foram mortas pelo governo de Chiang Kai-shek durante o Terror Branco (Taiwan), em Taiwan, uma repressão violenta de dissidentes políticos após o Incidente de 28 de Fevereiro de 1947. Protestos irromperam em 27 February após um altercado entre agentes do Tobacco Monopoly Bureau e um residente de Taipei, com manifestantes exigindo reformas democráticas e o fim da corrupção. O regime do Kuomintang respondeu com violência para reprimir a revolta. Nos dias seguintes, a repressão liderada pelo governo matou várias milhares de pessoas, com estimativas situando o número entre 10.000 e 30.000 ou até mais. De 1947 a 1987, cerca de 140.000 taiwaneses foram presos, dos quais aproximadamente 3.000 a 4.000 foram executados por sua suposta oposição ao regime do Kuomintang.

### Tailândia
O governo militar tailandês e seu Comando de Operações de Supressão Comunista (CSOC), auxiliados pelo Exército Real Tailandês, pela Polícia Real Tailandesa e por grupos paramilitares vigilantes, reagiram com medidas drásticas à Insurreição comunista na Tailândia do Partido Comunista da Tailândia durante as décadas de 1960 e 1970. As operações anticomunistas atingiram seu auge entre 1971 e 1973 durante o governo do Marechal Thanom Kittikachorn e do General Praphas Charusathien. De acordo com números oficiais, 3.008 supostos comunistas foram mortos em todo o país. Estimativas alternativas são muito mais altas. Esses civis geralmente eram mortos de forma extrajudicial. Um exemplo notório foi o chamado "Tambor Vermelho" ou "Barril Vermelho" killings em Lam Sai, na Província de Phatthalung, no sul da Tailândia, onde mais de 200 civis (contas informais apontam até 3.000) acusados de ajudar os comunistas foram queimados em tambores de óleo de 200 litros vermelhos, às vezes após serem mortos para dispor de seus corpos e, outras vezes, queimados vivos. Após três anos de governo civil, decorrentes da Revolta popular tailandesa de 1973, pelo menos 46 estudantes e ativistas de esquerda que se reuniram em torno do campus da Massacre na Universidade Thammasat foram massacreados pela polícia e por paramilitares de direita em 6 October 1976, sendo acusados de apoiar o comunismo. O massacre seguiu uma campanha de propaganda anticomunista violenta por parte de políticos, da mídia e de clérigos de direita, exemplificada pela afirmação do monge budista Phra Kittiwuttho de que matar comunistas não era pecaminoso.

### Vietnã
Benjamin Valentino estima entre 110.000 e 310.000 mortes como um "possible case" de "counter-guerrilla mass killings" pelas Forças Armadas dos Estados Unidos e pelas Forças Militares da República do Vietnã durante a Guerra do Vietnã (1955–1975).

## Europa
O movimento comunista enfrentou oposição desde sua fundação na Europa no final do século XIX. A oposição a ele, por vezes, foi violenta e, durante o século XX, ocorreram matanças em massa anticomunistas em grande escala.

### Bulgária
Na década de 1920, o governo do Reino da Bulgária usou a tentativa fracassada de assassinato do Tsar Boris III como pretexto para iniciar uma caçada em massa contra esquerdistas – tanto do Partido Comunista Búlgaro quanto dos membros da União Nacional Agrária Búlgara que continuavam a apoiar o deposto Primeiro-Ministro Aleksandar Stamboliyski após o Golpe de Estado búlgaro de 1923.[carece de fontes?]

### Estônia
Ver também
Pelo menos 22.000 membros do Partido Comunista da Estônia, supostos comunistas, prisioneiros de guerra soviéticos e judeus estonianos foram massacrados como parte do Holocausto na Estônia (1941–1944). Além dos judeus, esses assassinatos foram direcionados contra comunistas pelos Nazis e seus colaboradores estonianos, justificando-se na teoria nazista do "Judeo-Bolshevismo" e nos sentimentos antisoviéticos dos nacionalistas estonianos. A Estônia moderna foi acusada de glorificar esses crimes por políticos europeus de centro-esquerda nos últimos anos.

### Finlândia
10.000 esquerdistas foram executados pelas forças da Guarda Branca vitoriosa durante o White Terror da Guerra Civil Finlandesa em 1918.

### Alemanha

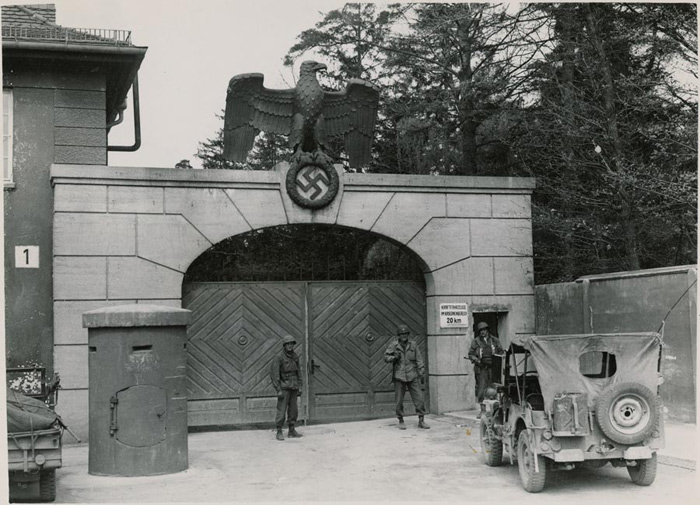
Soldados dos EUA guardando a entrada principal do Campo de Concentração de Dachau logo após a libertação, 1945

Partido Comunista da Alemanha, socialistas e sindicalistas estiveram entre os primeiros opositores domésticos do Nazismo e foram também dos primeiros a serem enviados para os Campos de Concentração Nazistas. Adolf Hitler alegou que o comunismo era uma ideologia judaica que o Partido Nazista denominava "Judeo-Bolshevismo". O medo da agitação comunista foi usado para justificar o Lei de Habilitação de 1933, lei que deu a Hitler poderes plenos. Hermann Göring testemunhou, nos Julgamentos de Nuremberg, que a disposição dos nazistas em reprimir os comunistas alemães levou o Presidente Paul von Hindenburg e a elite alemã a cooperarem com os nazistas. O primeiro campo de concentração foi construído em Campo de Concentração de Dachau em março de 1933, com o propósito original de aprisionar comunistas, socialistas, sindicalistas alemães e outros opositores dos nazistas. Comunistas, social-democratas e outros prisioneiros políticos foram forçados a usar triângulos vermelhos.
Em 1936, a Alemanha concluiu o internacional Anti-Comintern Pact com o Império do Japão para combater a Internacional Comunista. Após a Operação Barbarossa (invasão alemã à Rússia comunista em 1941), o Anti-Comintern Pact foi renovado, com muitos novos signatários provenientes dos territórios da Europa ocupada pela Alemanha; o pacto também foi assinado pelos governos da Turquia e de El Salvador. Milhares de comunistas na Europa ocupada pela Alemanha foram presos e posteriormente enviados para os campos de concentração nazistas. Sempre que os nazistas conquistavam um novo território, membros de grupos comunistas, socialistas e anarquistas eram normalmente as primeiras pessoas a serem detidas ou executadas. No Front Oriental (Segunda Guerra Mundial), essa prática estava em conformidade com a Ordem dos Comissários, na qual Hitler ordenou a Execução sumária de todos os comissários políticos capturados entre os soldados soviéticos, bem como a execução de todos os membros do Partido Comunista da Alemanha no território ocupado. As Einsatzgruppen foram responsáveis por essas execuções no leste.

### Grécia
O desarmamento do movimento de resistência dominado pelo Partido Comunista da Grécia (integrado ao EAM-ELAS) após o Tratado de Varkiza (fevereiro de 1945) foi seguido por um período de repressão política e legal dos esquerdistas pelo Reino da Grécia. A postura do governo facilitou a criação de 230 bandos paramilitares de direita, que somavam entre 10.000 e 18.000 membros em julho de 1945. Os esquadrões da morte de direita engajaram-se na perseguição organizada dos esquerdistas gregos, o que ficou conhecido como o Terror Branco (Grécia).

### Espanha

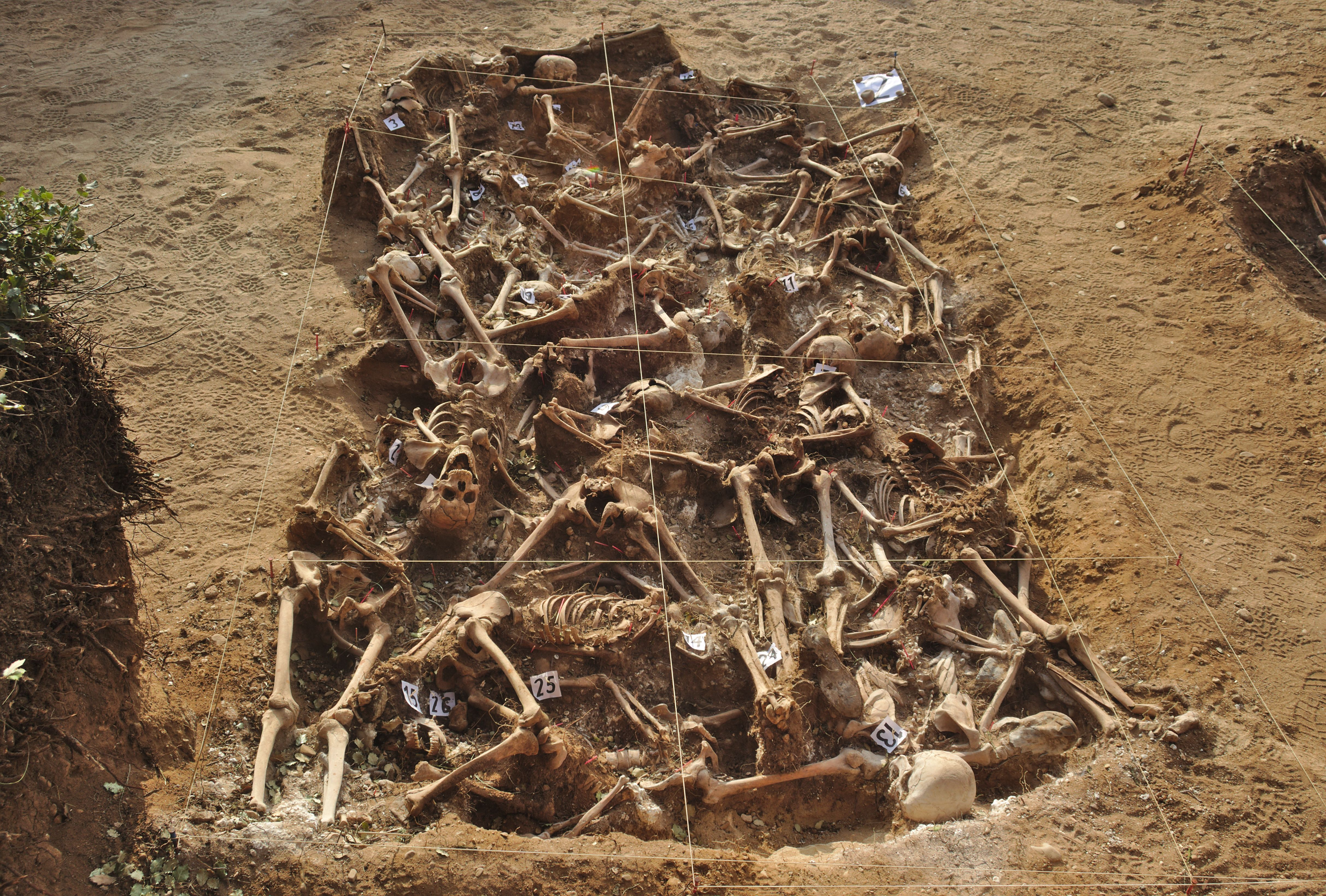
Vinte e seis republicanos executados pelos Espanha franquista no início da Guerra Civil Espanhola.

Na Espanha, o Terror Branco (Espanha), ou "Repressão Francoísta", refere-se às atrocidades cometidas pelos nacionalistas durante a Guerra Civil Espanhola, bem como às atrocidades cometidas posteriormente na Espanha franquista (1936–1975).
A maioria dos historiadores concorda que o número de mortos no Terror Branco foi superior ao do Terror Vermelho (Espanha). Enquanto a maioria das estimativas de mortes do Terror Vermelho varia entre 38.000 e 55.000, a maioria das estimativas de mortes do Terror Branco varia entre 150.000 e 400.000.
Números concretos não existem, pois muitos comunistas e socialistas fugiram da facção republicana após a derrota na Guerra Civil. Ademais, o governo franquista destruiu milhares de documentos relativos ao Terror Branco e procurou ocultar evidências das execuções dos republicanos. Milhares de vítimas do Terror Branco estão enterradas em centenas de valas comuns sem identificação, sendo mais de 600 somente na Andaluzia. A maior vala comum encontra-se no cemitério de San Rafael, nos arredores de Málaga (com possivelmente mais de 4.000 corpos). A Associação para a Recuperação da Memória Histórica (ARMH) afirma que o número de desaparecimentos forçados ultrapassa 35.000. Segundo a Plataforma para as Vítimas de Desaparecimentos Enforced by Francoism, 140.000 pessoas estão desaparecidas, incluindo vítimas da Guerra Civil e da subsequente Espanha franquista. Chegou-se a mencionar que, quanto ao número de desaparecidos cujos restos não foram recuperados nem identificados, a Espanha ocupa o segundo lugar no mundo, depois de Camboja.

## Leituras adicionais
- Adam, Asvi Warman (outubro de 2015). «How Indonesia's 1965–1966 anti-communist purge remade a nation and the world». The Conversation. Consultado em 17 de dezembro de 2021
- Bellamy, Alex J. (2012). «The Cold War Struggle (1): Capitalist Atrocities». Massacres and Morality: Mass Atrocities in an Age of Civilian Immunity hardcover ed. Oxford, England: Oxford University Press. ISBN 978-0-199-28842-7. doi:10.1093/acprof:oso/9780199288427.001.0001. Consultado em 17 de dezembro de 2021 – via Google Books
- Bevins, Vincent. «How 'Jakarta' Became the Codeword for US-Backed Mass Killing». The New York Review of Books. Consultado em 17 de dezembro de 2021
- Engel-Di Mauro, Salvatore;  et al. (4 de maio de 2021). «Anti-Communism and the Hundreds of Millions of Victims of Capitalism». Routledge. Capitalism Nature Socialism. 32 (1): 1–17. doi:10.1080/10455752.2021.1875603
- Farid, Hilmar (março de 2005). «Indonesia's original sin: mass killings and capitalist expansion, 1965–66». Routledge. Inter-Asia Cultural Studies. 6 (1): 3–16. ISSN 1464-9373. doi:10.1080/1462394042000326879
- Ghodsee, Kristen; Sehon, Scott (22 de março de 2018).  Dresser, Sam, ed. «The merits of taking an anti-anti-communism stance». Aeon. Consultado em 23 de setembro de 2021
- Livingstone, Neil C. (1983). «Death Squads». SAGE Publications. World Affairs. 146 (3): 239–248. ISSN 0043-8200. JSTOR 20671988
- Pagliarini, Andre (5 de junho de 2020). «Where America Developed a Taste for State Violence». The New Republic. ISSN 0028-6583. Consultado em 17 de dezembro de 2021
- Schrader, Stuart (16 de maio de 2020). «The Murderous Legacy of Cold War Anticommunism». Boston Review. Consultado em 17 de dezembro de 2021
- Six, Clemens (2020). «Anti-Communist Persecutions Between Globe-Spanning Processes and Local Peculiarities». In:  Gerlach, Christian; Six, Clemens. The Palgrave Handbook of Anti-Communist Persecutions E-book ed. Cham, Switzerland: Springer International Publishing. pp. 499–522. ISBN 978-3-030-54963-3. doi:10.1007/978-3-030-54963-3_24. Consultado em 17 de dezembro de 2021 – via Google Books